# Élizabeth Martichoux
Élizabeth Martichoux, née le 2 janvier 1961 en Seine-et-Marne, est une journaliste et animatrice de radio et de télévision française.
Elle officie en tant que journaliste sur la chaîne privée d'information LCI ainsi que sur la chaîne publique LCP.

## Biographie
Née en 1961 en Seine-et-Marne, Élizabeth Martichoux est issue d'une famille de cinq enfants ; elle grandit près de Fontainebleau.
Après des études de lettres, elle intègre en 1982 l'école supérieure de journalisme de Lille. En 1984, elle entre à France Inter puis anime sur France 3 le magazine Ruban rouge.
En 1991, elle entre à Europe 1 puis en 1999, elle devient rédactrice en chef sur France 5. En 2006, elle intègre l'équipe de RTL où elle présente le journal.
De 2011 à 2013, elle présente RTL Midi et Les auditeurs ont la parole avec Laurent Bazin puis avec Vincent Parizot. En juillet 2013, elle est nommée chef du service politique de RTL. Elle présente actuellement sur LCP l'émission État de santé.
En septembre 2015, elle récupère la présentation de l'émission Le Grand Jury. Olivier Mazerolle, aux commandes de l'Interview Politique, et elle, animatrice du Grand Jury, échangent leur poste sur la station RTL, à la rentrée 2016.
Le 13 octobre 2016, elle anime avec Gilles Bouleau et Alexis Brézet, le premier débat de la primaire présidentielle de la droite et du centre, opposant les sept candidats, organisé par TF1, RTL et Le Figaro.
Le 12 janvier 2017, elle anime avec Gilles Bouleau et Matthieu Croissandeau, le premier débat de la Primaire citoyenne, opposant les sept candidats, organisé par TF1, RTL et L'Obs. Fin 2017, elle reçoit le prix Philippe-Caloni, qui récompense le meilleur intervieweur de l'année.
En 2018, elle présente Droit de suite sur LCP.
En juillet 2019, elle choisit de quitter RTL après treize années passées au sein de la rédaction et comme chef du service politique depuis 2013. Elle rejoint la chaîne de télévision LCI pour prendre les commandes de l'interview politique de la matinale à la rentrée 2019.
En 2020, elle présente les débats après les documentaires sur LCP (Le prix de la déraison, parcours d’une ancienne radicalisée, Mon vieux, Laïcité, 30 ans de fracture à gauche).
À l’été 2022, la journaliste passe à la présentation de Le temps de l'info sur LCI, la chaine d'information de la rédaction de TF1.
À l’été 2024 elle quitte la présentation du temps de l’info mais reste éditorialiste sur la chaîne notamment dans 24h le week-end,« Le Temps de l’info (Information) », sur TF1+ (consulté le 26 décembre 2024).
Elle publie la même année un livre : L’art de perdre en politique.

### Vie privée
En 2014, elle divorce d'Aquilino Morelle, avec qui elle a deux enfants.

## Filmographie
- 2008 : L'Emmerdeur de Francis Veber : elle-même[16].

## Ouvrages
- avec Catherine Mangin, Ces femmes qui nous gouvernent, éditions Albin Michel, 27 décembre 1990, 256 p. (ISBN 978-2-226-04909-4)
- Les Journalistes, éditions du Cavalier bleu, 27 novembre 2003, 128 p. (ISBN 978-2-84670-070-2, lire en ligne)